# Shadyly
Shadyly är en ort i Azerbajdzjan.   Den ligger i distriktet Goranboj, i den centrala delen av landet, 280 km väster om huvudstaden Baku. Shadyly ligger 288 meter över havet och antalet invånare är 579.
Terrängen runt Shadyly är platt åt nordost, men åt sydväst är den kuperad. Runt Shadyly är det ganska tätbefolkat, med 70 invånare per kvadratkilometer.. Närmaste större samhälle är Ganja, 18,8 km väster om Shadyly.
Trakten runt Shadyly består i huvudsak av gräsmarker.